# قلعة جلال الدين
قلعة جلال الدين هي قلعة تاريخية تعود إلى عصر قبل الإسلام، وتقع في جاجرم.

## معرض الصور

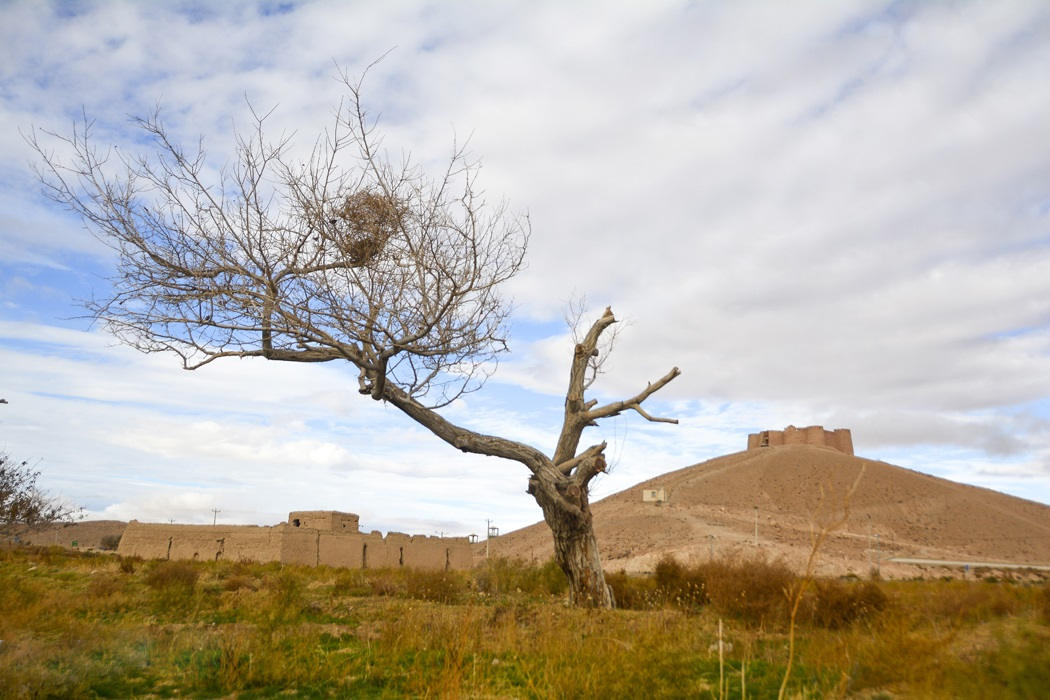
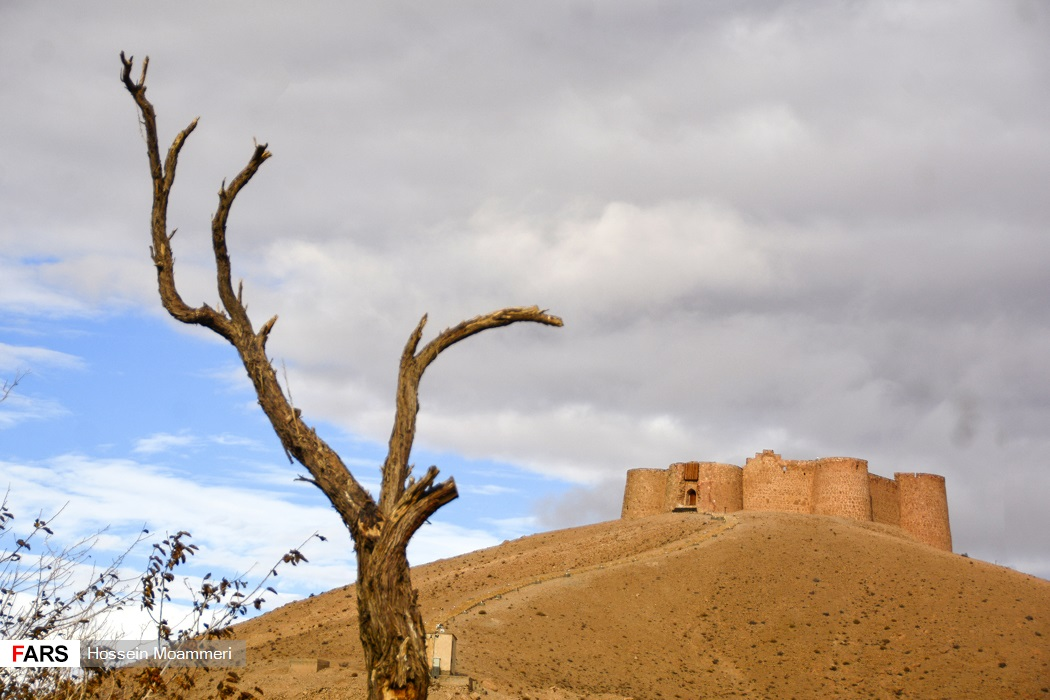
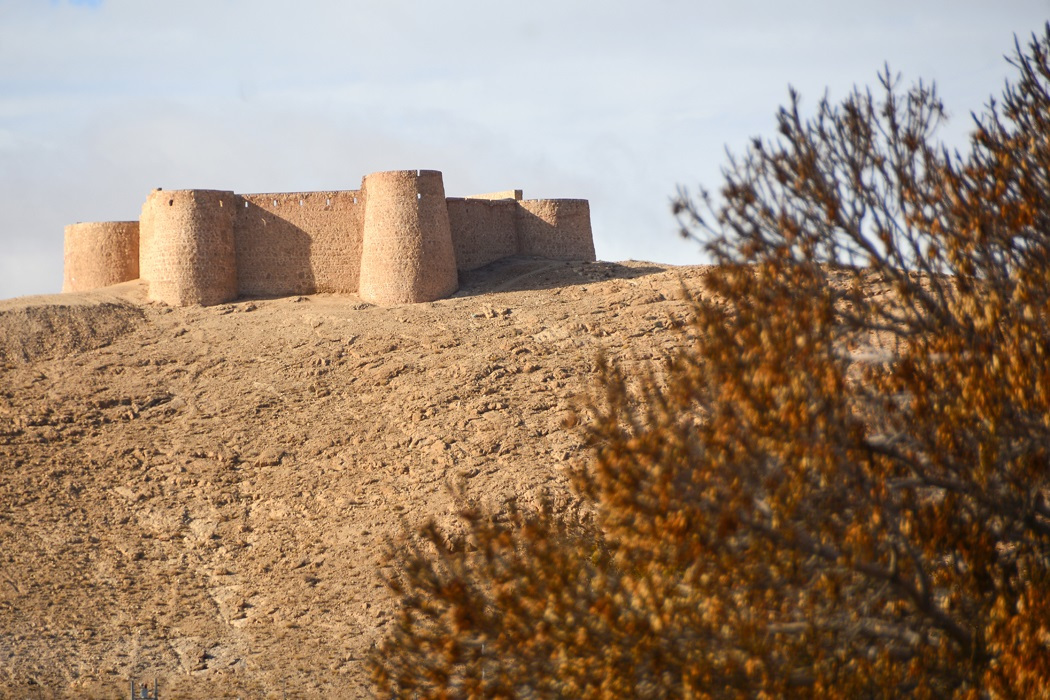
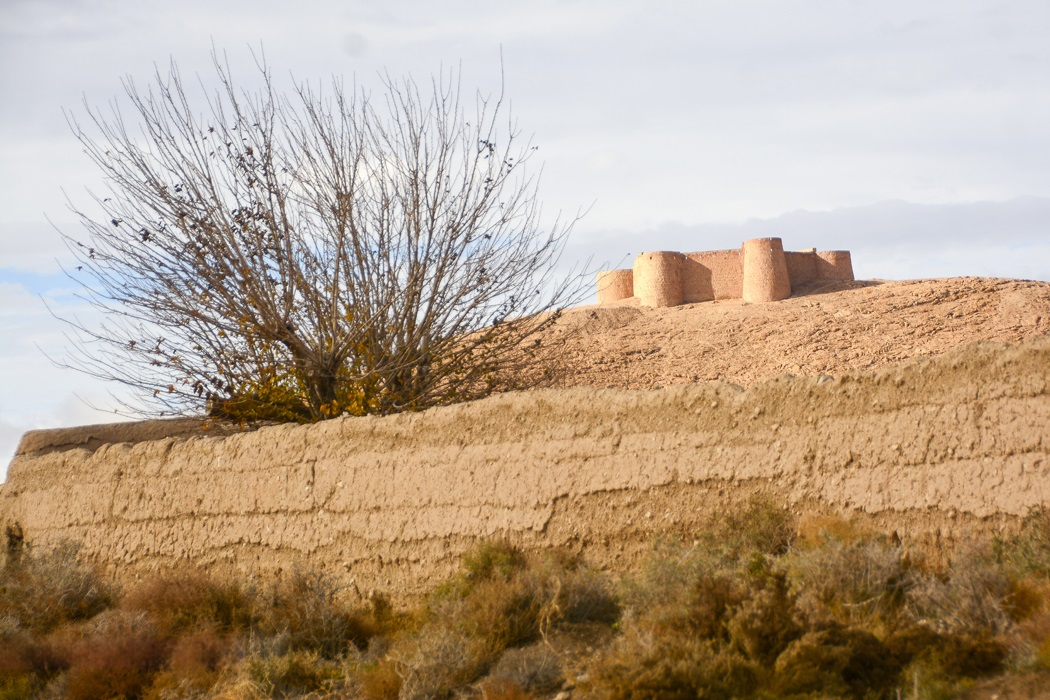
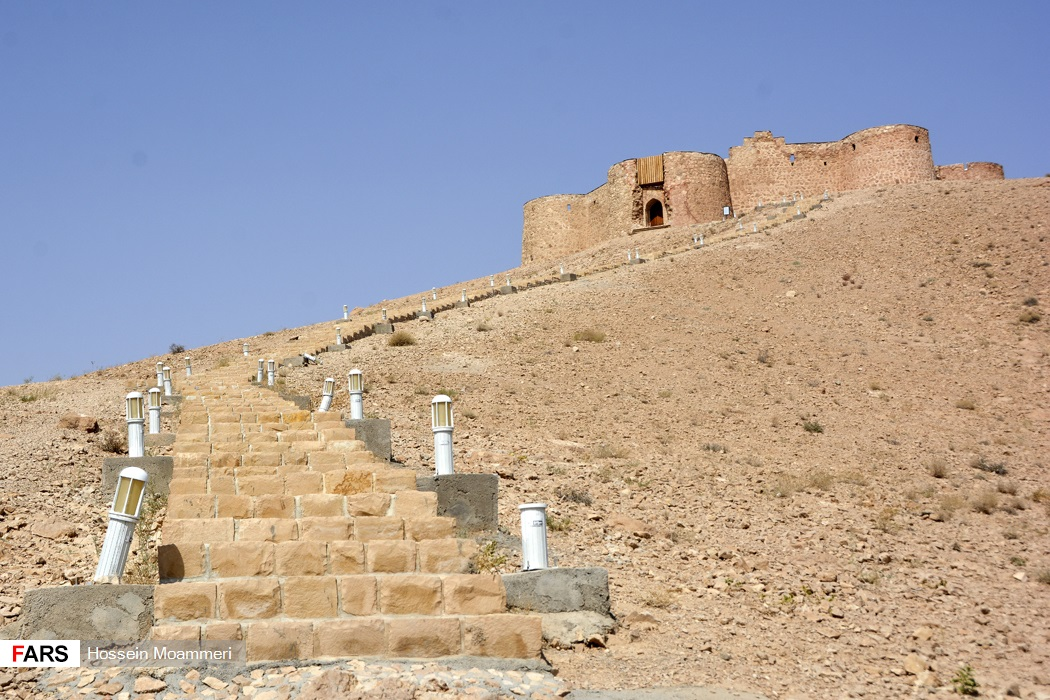
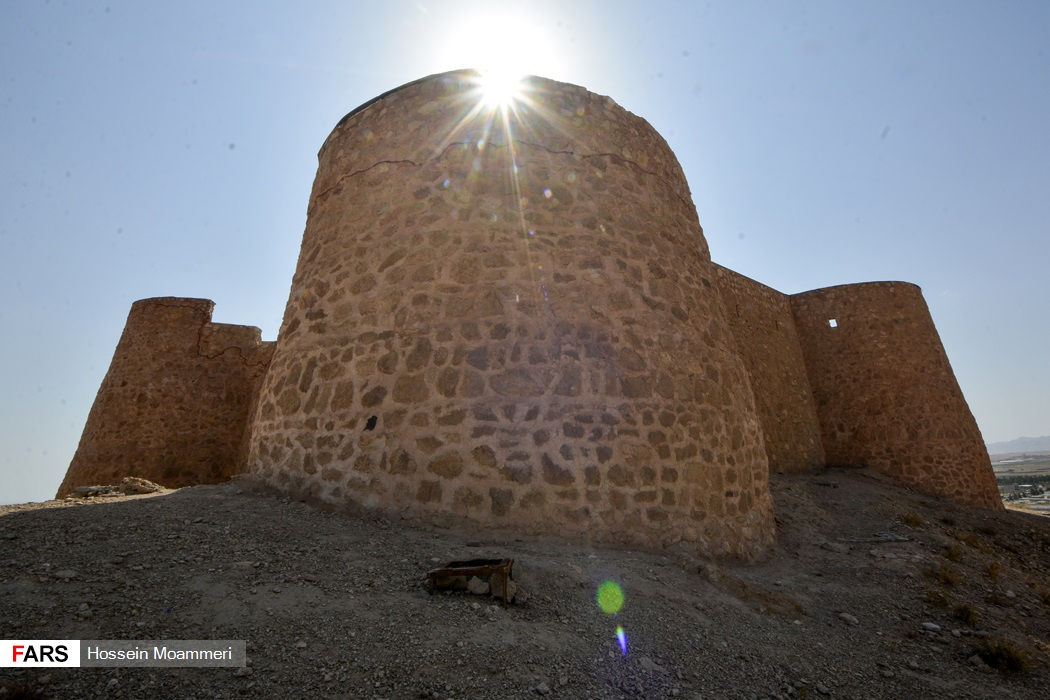
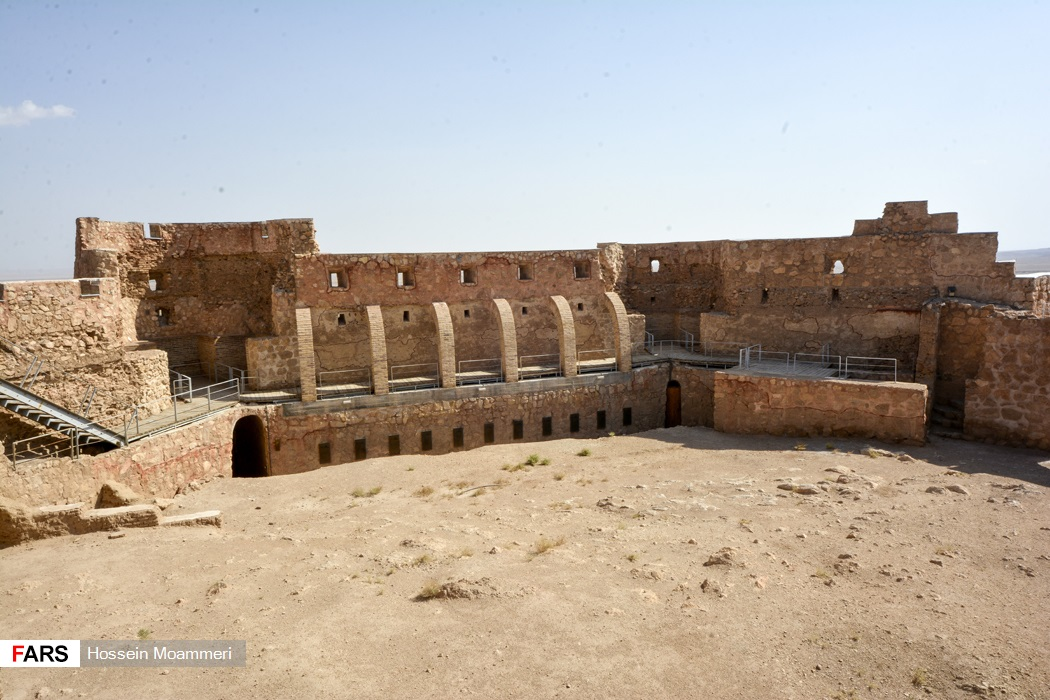
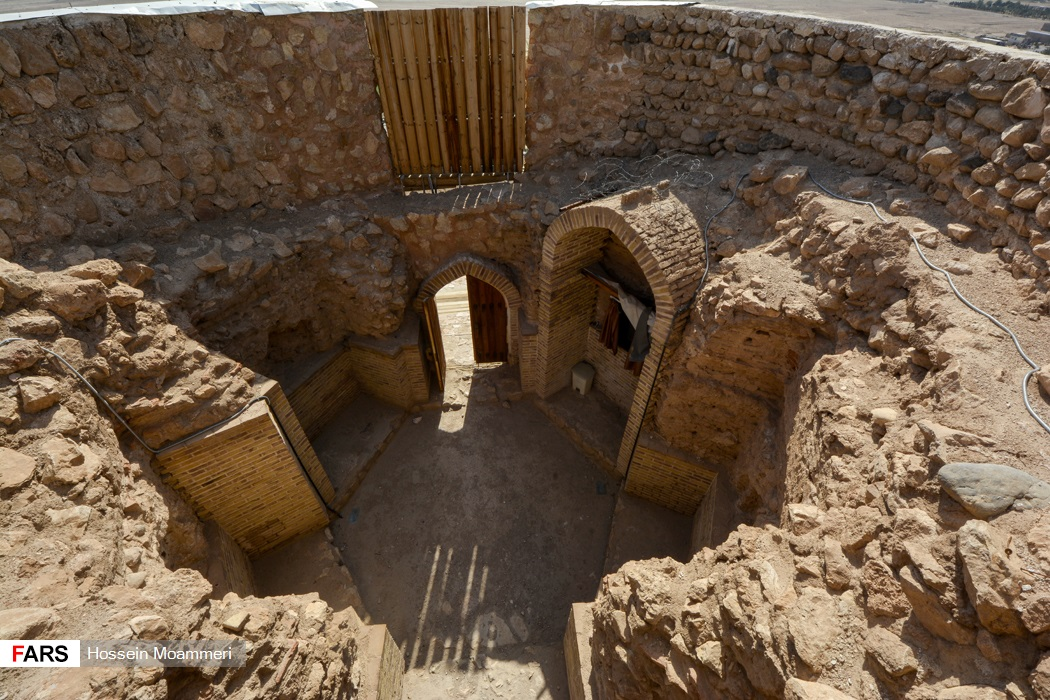